# Брунейско-индонезийские отношения
Брунейско-индонезийские отношения — двусторонние дипломатические отношения между Брунеем и Индонезией.

## История
22 сентября 2010 года в столице Брунея Бандар-Сери-Бегаване состоялся двусторонний семинар, посвящённый брунейско-индонезийским отношениям. На семинаре стороны отметили 65 лет с момента обретения Индонезией независимости от Нидерландов, а также 26 лет с момента установления дипломатических отношений. 7 февраля 2015 года президент Индонезии Джоко Видодо прибыл с официальным визитом в Бандар-Сери-Бегаван, где провёл встречу с султаном Брунея Хассаналом Болкиахом. Лидеры обеих стран отметили, что отношения находятся на высоком уровне и стороны никогда не имели серьёзных конфликтов. 27 апреля 2017 года прошли совместные военные учения Брунея и Индонезии. Между странами сложились тесные оборонные отношения, помимо учений налажен обмен опытом среди военнослужащих.

## Торговые отношения
В 2016 году Бруней импортировал из Индонезии товаров на сумму 83,33 млн. долларов США. Импорт Брунея из Индонезии: автомобили (26,22 млн. $); зерновые культуры, мука, крахмал, молочные продукты (10,11 млн. $); изделия из железа и стали (9,01 млн. $); электронное оборудование (3,58 млн. $); напитки, спиртные напитки и уксус (3,54 млн. $); прочие съедобные продукты (2,40 млн. $); животные, растительные жиры и масла (1,98 млн. $); эфирные масла, парфюмерия, косметика, туалетные принадлежности (1,89 млн. $); бумага и картон, изделия из целлюлозы (1,73 млн. $); алюминий (1,72 млн. $). В 2016 году Индонезия импортировала из Брунея товаров на сумму 84,83 млн долларов США. Импорт Индонезии из Брунея: минеральное топливо, масла, продукты перегонки (79,11 млн. $); машинное оборудование и котлы (2,41 млн. $); органические химикаты (2,39 млн. $); прочие товары (0,92 млн. $).